# Донфак, Рамзес
Рамзес Кабрель Донфак Нгимзеу (фр. Ramses Cabrel Donfack Nguimzeu; род. 28 июля 1998) — камерунский футболист, нападающий клуба «Аль-Нафт». Выступал в национальной сборной Камеруна.

## Карьера

### Начало карьеры
Начинал футбольную карьеру игрок в камерунском клубе «Юниспорт», за который провёл 2 сезона. В январе 2019 года футболист присоединился к габонскому клубу «Мунана», за который выступал на протяжении полугода. В июле 2019 года футболист перешёл в камерунский клуб «Эдинг Спорт», вместе с которым становился серебряным призёром чемпионата. В октябре 2022 года футболист стал игроком камерунского клуба «Котон Спорт», вместе с которым принимал участие в Лиге чемпионов КАФ и стал победителем чемпионата. Первый матч на африканском турнире футболист сыграл 16 октября 2022 года против эсватинийского клуба «Роял Леопардс».

### «Арарат» Ереван
В феврале 2024 года футболист перешёл в ереванский «Арарат». Дебютировал за клуб футболист 24 февраля 2024 года в матче против клуба «Вест Армения», выйдя на замену на 83 минуте. Дебютным забитым голом за клуб футболист отличился 30 марта 2024 гола в матче против клуба «Алашкерт».

## Международная карьера
Дебютный матч за национальную сборную Камеруна футболист сыграл 4 сентября 2022 года в рамках квалификаций чемпионата африканских наций против сборной Экваториальной Гвинеи, выйдя на поле в стартовом составе. В январе 2023 года футболист вместе со сборной отправился на основой этап чемпионата африканских наций.

## Достижения
«Котон Спорт»
- Чемпион Камеруна: 2022/23